# كارل مارتن
كارل مارتن (بالإنجليزية: Carl Martin)‏ (24 أكتوبر 1986 في المملكة المتحدة - ) هو لاعب كرة قدم بريطاني في مركز الدفاع. لعب مع ماكليسفيلد تاون ونادي كرو ألكساندرا ونادي ويلدستون لكرة القدم.

## وصلات خارجية
- كارل مارتن على موقع قاعدة بيانات كرة القدم.إي يو (الإنجليزية)
- كارل مارتن على موقع Soccerbase.com (لاعب) (الإنجليزية)